# Championnat de France de beach soccer 2019
Navigation
2018 2021
Le National Beach Soccer 2019 est la onzième édition du Championnat de France de beach soccer.
Grande-Motte PBS conserve son titre national, le 4e, et son statut de club le plus titré de l'histoire.

## Format de la compétition
La FFF conserve à l'identique le format créé en 2018 en organisant deux ½ finales avant le week-end final. Chacune des huit Ligues organisant une phase régionale qualifie deux représentants pour les ½ finales. Les qualifiés des Ligues de Bretagne, Nouvelle-Aquitaine, Occitanie et Pays-de-la-Loire sont versés dans le groupe Ouest, ceux des Ligues Auvergne-Rhône-Alpes, Grand-Est, Hauts-de-France et Méditerranée dans le groupe Est. Dans chacun des groupes, les huit clubs sont répartis, par tirage au sort intégral, en deux groupes de quatre. Ils rencontrent une fois chacun des trois autres clubs. Les deux premiers de chaque poule sont qualifiés pour la finale. 
 Les huit clubs qualifiés pour la finale sont de nouveau répartis, toujours par tirage au sort intégral, en deux groupes de quatre. Le premier de chaque poule est qualifié pour la finale, les autres se disputent les matchs de classement.

## Phases régionales
Elles se tiennent en mai et juin 2019. Ci-dessous, les deux premiers de chaque Ligue, éligibles à la participation en ½ finales nationales :
| Ligue                | Clubs                                               |
| -------------------- | --------------------------------------------------- |
| Auvergne-Rhône-Alpes | 1. US Vals-les-Bains 2. Ytrac Foot                  |
| Bretagne             | 1. SC Le Rheu 2. OC Montauban-de-Bretagne           |
| Grand-Est            | 1. CSO Amnéville 2. USIB Vaux-sur-Blaise            |
| Hauts-de-France      | 1. AS Étaples 2. LBS Dunkerque                      |
| Méditerranée         | 1. Marseille BT 2. Toulon EF                        |
| Nouvelle-Aquitaine   | 1. FC Saint-Médard-en-Jalles 2. AS Le Taillan-Médoc |
| Occitanie            | 1. Montpellier HBS 2. Grande-Motte PBS              |
| Pays-de-la-Loire     | 1. Fontenay-le-Comte VF 2. VF Poiré-sur-Vie         |

## Demi-finales nationales

### Équipes participantes
| CSO Amnéville Calais JF LBS Dunkerque AS Étaples Fontenay-le-Comte VF La Grande-Motte PBS SC Le Rheu AS Le Taillan-Médoc Marseille BT OC Montauban-de-Bretagne Montpellier HBS VF Poiré-sur-Vie FC Saint-Médard-en-Jalles FC Trémery Toulon EF USIB Vaux-sur-Blaise |

Quelques jours avant la demi-finale Est, les deux représentants de la Ligue Auvergne-Rhône-Alpes se désistent successivement. Afin de maintenir un tournoi à huit équipes, la FFF décide de repêcher les 3e des Ligues du Grand-Est et des Hauts-de-France, les demi-finalistes de la Ligue de Méditerranée déclinant l'invitation devant le délai trop restreint pour organiser le déplacement. Ainsi, le FC Trémery et Calais JF sont qualifiés.

### Groupe Est
Les matchs de ce groupe se déroulent au Stade Agneray de Marck, sur le terrain inauguré juste avant le début des compétitions, les 29 et 30 juin 2018.

#### Poule A
Dans cette poule, les résultats sont conformes aux attentes : le CSO Amnéville et l'AS Étaples, rompus aux joutes nationales et disposant de joueurs internationaux, dominent aisément le FC Trémery, repêché de dernière minute et novice au niveau national et le Toulon EF, venu avec seulement sept joueurs[réf. nécessaire].
| Pos | Club          | Pts | J | G | G a.p. | G t.a.b. | P | Bp | Bc | Dif. |
| --- | ------------- | --- | - | - | ------ | -------- | - | -- | -- | ---- |
| 1   | CSO Amnéville | 9   | 3 | 3 | 0      | 0        | 0 | 21 | 12 | +9   |
| 2   | AS Étaples    | 6   | 3 | 2 | 0      | 0        | 1 | 18 | 11 | +7   |
| 3   | FC Trémery    | 3   | 3 | 1 | 0      | 0        | 2 | 12 | 22 | -10  |
| 4   | Toulon EF     | 0   | 3 | 0 | 0      | 0        | 3 | 13 | 19 | -6   |

| Date & Heure       | Équipe 1      | Score | Équipe 2      |
| ------------------ | ------------- | ----- | ------------- |
| 29/06/2019 à 11:30 | FC Trémery    | 6-5   | Toulon EF     |
| 29/06/2019 à 14:30 | CSO Amnéville | 5-4   | AS Étaples    |
| 29/06/2019 à 17:30 | FC Trémery    | 4-9   | CSO Amnéville |
| 30/06/2019 à 08:30 | Toulon EF     | 4-6   | AS Étaples    |
| 30/06/2019 à 11:30 | FC Trémery    | 2-8   | AS Étaples    |
| 30/06/2019 à 14:30 | Toulon EF     | 4-7   | CSO Amnéville |

#### Poule B
Dans cette poule encore, pas de surprise : Marseille BT, champion de France en 2013 et 2017, et le LBS Dunkerque, qui a déjà participé deux fois à la finale du NBS, se défont de Calais JF et l'USIB Vaux-sur-Blaise, ces derniers obtenant tout de même leur première victoire au niveau national. Les Provençaux obtiennent les récompenses honorifiques de meilleure attaque et meilleure défense des ½ finales.
| Pos | Club                 | Pts | J | G | G a.p. | G t.a.b. | P | Bp | Bc | Dif. |
| --- | -------------------- | --- | - | - | ------ | -------- | - | -- | -- | ---- |
| 1   | Marseille BT         | 9   | 3 | 3 | 0      | 0        | 0 | 30 | 6  | +24  |
| 2   | LBS Dunkerque        | 6   | 3 | 2 | 0      | 0        | 1 | 20 | 23 | -3   |
| 3   | USIB Vaux-sur-Blaise | 3   | 3 | 1 | 0      | 0        | 2 | 17 | 23 | -6   |
| 4   | Calais JF            | 0   | 3 | 0 | 0      | 0        | 3 | 11 | 26 | -15  |

| Date & Heure       | Équipe 1      | Score | Équipe 2             |
| ------------------ | ------------- | ----- | -------------------- |
| 29/06/2019 à 13:00 | Marseille BT  | 11-3  | LBS Dunkerque        |
| 29/06/2019 à 16:00 | Calais JF     | 6-7   | USIB Vaux-sur-Blaise |
| 29/06/2019 à 19:00 | Marseille BT  | 12-0  | Calais JF            |
| 30/06/2019 à 10:00 | LBS Dunkerque | 10-7  | USIB Vaux-sur-Blaise |
| 30/06/2019 à 13:00 | Marseille BT  | 7-3   | USIB Vaux-sur-Blaise |
| 30/06/2019 à 16:00 | LBS Dunkerque | 7-5   | Calais JF            |

### Groupe Ouest
Les matchs de ce groupe se déroulent à la Plaine des sports Gilbert Moga de La Teste de Buch les 6 et 7 juillet 2019.

#### Poule A
Si le FC Saint-Médard-en-Jalles remporte ses trois rencontres et se qualifie facilement pour le week-end, il suffit à l'AS Le Taillan-Médoc d'une seule victoire pour décrocher son premier ticket qualificatif pour le NBS grâce à une meilleure différence de buts que le SC Le Rheu et le VF Poiré-sur-Vie, victorieux d'une rencontre également.
| Pos | Club                      | Pts | J | G | G a.p. | G t.a.b. | P | Bp | Bc | Dif. |
| --- | ------------------------- | --- | - | - | ------ | -------- | - | -- | -- | ---- |
| 1   | FC Saint-Médard-en-Jalles | 9   | 3 | 3 | 0      | 0        | 0 | 25 | 13 | +12  |
| 2   | AS Le Taillan-Médoc       | 3   | 3 | 1 | 0      | 0        | 2 | 14 | 11 | +3   |
| 3   | SC Le Rheu                | 3   | 3 | 1 | 0      | 0        | 2 | 12 | 19 | -7   |
| 4   | VF Poiré-sur-Vie          | 3   | 3 | 1 | 0      | 0        | 2 | 13 | 21 | -8   |

| Date & Heure       | Équipe 1                  | Score | Équipe 2                  |
| ------------------ | ------------------------- | ----- | ------------------------- |
| 06/07/2019 à 11:30 | AS Le Taillan-Médoc       | 8-2   | VF Poiré-sur-Vie          |
| 06/07/2019 à 14:30 | FC Saint-Médard-en-Jalles | 11-4  | SC Le Rheu                |
| 06/07/2019 à 17:30 | AS Le Taillan-Médoc       | 4-6   | FC Saint-Médard-en-Jalles |
| 07/07/2019 à 08:30 | VF Poiré-sur-Vie          | 6-5   | SC Le Rheu                |
| 07/07/2019 à 11:30 | AS Le Taillan-Médoc       | 2-3   | SC Le Rheu                |
| 07/07/2019 à 14:30 | VF Poiré-sur-Vie          | 5-8   | FC Saint-Médard-en-Jalles |

#### Poule B
Les deux favoris occitans, le Montpellier HBS et Grande-Motte PBS se défont aisément de leurs deux adversaires, Fontenay-le-Comte VF et l'OC Montauban-de-Bretagne, les Montpelliérains s'offrant toutefois le luxe d'une seconde victoire consécutive contre leurs voisins et champions de France en titre après la victoire en finale régionale.
| Pos | Club                     | Pts | J | G | G a.p. | G t.a.b. | P | Bp | Bc | Dif. |
| --- | ------------------------ | --- | - | - | ------ | -------- | - | -- | -- | ---- |
| 1   | Montpellier HBS          | 9   | 3 | 3 | 0      | 0        | 0 | 21 | 10 | +11  |
| 2   | Grande-Motte PBS         | 6   | 3 | 2 | 0      | 0        | 1 | 24 | 12 | +12  |
| 3   | Fontenay-le-Comte VF     | 3   | 3 | 1 | 0      | 0        | 2 | 11 | 16 | -5   |
| 4   | OC Montauban-de-Bretagne | 0   | 3 | 0 | 0      | 0        | 3 | 7  | 25 | -18  |

| Date & Heure       | Équipe 1             | Score | Équipe 2                 |
| ------------------ | -------------------- | ----- | ------------------------ |
| 06/07/2019 à 13:00 | Fontenay-le-Comte VF | 1-4   | Montpellier HBS          |
| 06/07/2019 à 16:00 | Grande-Motte PBS     | 9-1   | OC Montauban-de-Bretagne |
| 06/07/2019 à 19:00 | Fontenay-le-Comte VF | 2-9   | Grande-Motte PBS         |
| 07/07/2019 à 10:00 | Montpellier HBS      | 8-3   | OC Montauban-de-Bretagne |
| 07/07/2019 à 13:00 | Fontenay-le-Comte VF | 8-3   | OC Montauban-de-Bretagne |
| 07/07/2019 à 16:00 | Montpellier HBS      | 9-6   | Grande-Motte PBS         |

## Finale à huit
Elle est organisée du 2 au 4 août 2019 sur la plage centrale de Saint-Jean-de-Monts où ont été créés deux terrains temporaires de beach soccer.

### Phase de poules

#### Poule A
Grande-Motte PBS, championne en titre, se qualifie aisément pour sa quatrième finale en surclassant chacun de ses trois adversaires. Le FC Saint-Médard-en-Jalles arrache la deuxième place grâce à un but dans les ultimes secondes de la prolongation aux dépens de l'AS Étaples[réf. nécessaire].
| Pos | Club                      | Pts | J | G | G a.p. | G t.a.b. | P | Bp | Bc | Dif. |
| --- | ------------------------- | --- | - | - | ------ | -------- | - | -- | -- | ---- |
| 1   | Grande-Motte PBS          | 9   | 3 | 3 | 0      | 0        | 0 | 28 | 8  | +20  |
| 2   | FC Saint-Médard-en-Jalles | 5   | 3 | 1 | 1      | 0        | 1 | 15 | 18 | -3   |
| 3   | AS Étaples                | 3   | 3 | 1 | 0      | 0        | 2 | 10 | 17 | -7   |
| 4   | LBS Dunkerque             | 0   | 3 | 0 | 0      | 0        | 3 | 14 | 24 | -10  |

| Date & Heure       | Équipe 1                  | Score  | Équipe 2                  |
| ------------------ | ------------------------- | ------ | ------------------------- |
| 02/08/2019 à 11:00 | LBS Dunkerque             | 4-10   | Grande-Motte PBS          |
| 02/08/2019 à 11:00 | FC Saint-Médard-en-Jalles | 4-3 ap | AS Étaples                |
| 02/08/2019 à 15:00 | Grande-Motte PBS          | 9-1    | AS Étaples                |
| 02/08/2019 à 15:00 | LBS Dunkerque             | 6-8    | FC Saint-Médard-en-Jalles |
| 03/08/2019 à 10:00 | LBS Dunkerque             | 4-6    | AS Étaples                |
| 03/08/2019 à 10:00 | Grande-Motte PBS          | 9-3    | FC Saint-Médard-en-Jalles |

#### Poule B
Marseille BT, grâce à trois courtes victoires, notamment la dernière contre Montpellier HBS, se hisse en finale du NBS pour la 3e fois.
| Pos | Club                | Pts | J | G | G a.p. | G t.a.b. | P | Bp | Bc | Dif. |
| --- | ------------------- | --- | - | - | ------ | -------- | - | -- | -- | ---- |
| 1   | Marseille BT        | 9   | 3 | 3 | 0      | 0        | 0 | 19 | 12 | +7   |
| 2   | Montpellier HBS     | 6   | 3 | 2 | 0      | 0        | 1 | 18 | 12 | +6   |
| 3   | AS Le Taillan-Médoc | 2   | 3 | 0 | 1      | 0        | 2 | 8  | 12 | -4   |
| 4   | CSO Amnéville       | 0   | 3 | 0 | 0      | 0        | 3 | 9  | 18 | -9   |

| Date & Heure       | Équipe 1            | Score  | Équipe 2            |
| ------------------ | ------------------- | ------ | ------------------- |
| 02/08/2019 à 12:30 | Montpellier HBS     | 5-2    | AS Le Taillan-Médoc |
| 02/08/2019 à 12:30 | CSO Amnéville       | 4-7    | Marseille BT        |
| 02/08/2019 à 16:30 | AS Le Taillan-Médoc | 2-4    | Marseille BT        |
| 02/08/2019 à 16:30 | Montpellier HBS     | 7-2    | CSO Amnéville       |
| 03/08/2019 à 13:00 | AS Le Taillan-Médoc | 4-3 ap | CSO Amnéville       |
| 03/08/2019 à 13:00 | Montpellier HBS     | 6-8    | Marseille BT        |

### Finale et matchs de classement

#### Résultats
Pour la 3e place, le Montpellier HBS vient à bout du FC Saint-Médard-en-Jalles au terme de la prolongation, ces derniers échouant au pied du podium pour le second année consécutive.
| Place jouée | Vainqueur        | Score  | Adversaire                |
| ----------- | ---------------- | ------ | ------------------------- |
| Finale      | Grande-Motte PBS | 8-3    | Marseille BT              |
| 3e place    | Montpellier HBS  | 4-3 ap | FC Saint-Médard-en-Jalles |
| 5e place    | AS Étaples       | 6-5    | AS Le Taillan-Médoc       |
| 7e place    | LBS Dunkerque    | fg-fp  | CSO Amnéville             |

#### Finale
Grande-Motte PBS, après un premier tiers-temps équilibré qui voit Marseille BT virer en tête sur le score de 2-1, marque 5 buts dans le deuxième tiers-temps sans en encaisser, écœurant son adversaire provençal. Les Héraultais s'adjugent donc leur 4e titre national, le second consécutif.
| Finale                  | Grande-Motte PBS | 8 – 3      | Marseille BT | Saint-Jean-de-Monts |  |
| Dimanche 4 août 16 h 30 |                  | (1-2, 6-2) |              |                     |  |

## Classement final
| # | Club                      | Ligue              |
| - | ------------------------- | ------------------ |
| 1 | Grande-Motte PBS          | Occitanie          |
| 2 | Marseille BT              | Méditerranée       |
| 3 | Montpellier HBS           | Occitanie          |
| 4 | FC Saint-Médard-en-Jalles | Nouvelle-Aquitaine |
| 5 | AS Étaples                | Hauts-de-France    |
| 6 | AS Le Taillan-Médoc       | Nouvelle-Aquitaine |
| 7 | LBS Dunkerque             | Hauts-de-France    |
| 8 | CSO Amnéville             | Grand-Est          |